# Ligue de hockey junior Maritimes Québec
 (juillet 2018).
Ne pas confondre avec Ligue de hockey junior du Québec.
La Ligue de hockey junior Maritimes Québec (LHJMQ) (anciennement, Ligue de hockey junior majeur du Québec), en anglais Quebec Maritimes Junior Hockey League (QMJHL), est l'une des trois ligues junior majeur qui constituent la Ligue canadienne de hockey (LCH). Elle inclut des équipes des provinces du Québec, de l'Île-du-Prince-Édouard, du Nouveau-Brunswick,de la Nouvelle-Écosse et de Terre-Neuve-et-Labrador, et avait auparavant des équipes dans le Maine et à New York aux États-Unis.

## Historique

### Décennies 1960-1970
- 1969-1970 : inauguration de la première saison de la ligue sous le nom de Ligue de hockey junior « A » du Québec[1]. On y trouve deux divisions : la division Est (Rangers de Drummondville, Remparts de Québec, Bruins de Shawinigan, Castors de Sherbrooke, Éperviers de Sorel et Ducs de Trois-Rivières) et la division Ouest (Royals de Cornwall, Saints de Laval, National de Rosemont, Alouettes de Saint-Jérôme et Maple Leafs de Verdun). Chaque équipe joue 56 parties.
- 1970 : l'équipe de Laval cesse ses activités et le système de divisions disparaît. Le calendrier passe de 56 à 62 parties.
- 1971 : le National de Rosemont déménage à Laval. Les Remparts de Québec remportent la Coupe Memorial.
- 1972 : les Alouettes de Saint-Jérôme et les Maple Leafs de Verdun disparaissent. Le Bleu-Blanc-Rouge de Montréal est transféré de la Ligue de hockey de l'Ontario (OHL) à la LHJMQ. On ajoute 2 parties au calendrier. Cornwall remporte la Coupe Memorial.
- 1973 : les Saguenéens de Chicoutimi et les Festivals de Hull voient le jour. La ligue reprend alors son format de deux divisions : la division Est (Chicoutimi, Québec, Shawinigan, Sorel et Trois-Rivières) et la division Ouest (Cornwall, Drummondville, Hull, Laval, Montréal et Sherbrooke). Le Bleu-Blanc-Rouge de Montréal change de nom pour le Junior, les Bruins de Shawinigan pour les Dynamos et les Ducs de Trois-Rivières pour les Draveurs. Le calendrier passe de 64 à 70 parties.
- 1974 : les Rangers de Drummondville cessent leurs activités. On augmente le calendrier de 2 parties.
- 1976 : les Festivals de Hull sont rebaptisés les Olympiques. Autres changements de nom : la division Est devient la division Frank-Dilio et la division Ouest prend le nom de division Robert-LeBel.
- 1977 : la concession de Sorel est déménagée à Verdun. Sherbrooke joue maintenant dans la division Frank-Dilio tandis que Verdun évolue dans la division Robert-LeBel.
- 1978 : les Dynamos de Shawinigan s'appellent désormais les Cataractes.
- 1979 : les Éperviers de Verdun deviennent les Éperviers de Verdun-Sorel : les 19 premières parties locales de la concession seront disputées à Verdun et les 17 autres à Sorel. Le National de Laval change de nom pour les Voisins de Laval.

### Décennie 1980
- 1980 : les Éperviers de Verdun-Sorel redeviennent les Éperviers de Sorel. Cornwall remporte de nouveau la Coupe Memorial.
- 1981 : les Éperviers de Sorel déménagent à Granby et deviennent les Bisons. Les deux divisions fusionnent. Le calendrier passe de 72 à 64 parties. Les équipes qualifiées pour les séries éliminatoires joueront toutefois 14 parties lors du premier tour (tournoi à la ronde aller-retour). Cornwall remporte sa troisième Coupe Memorial et jouera maintenant dans la Ligue de hockey de l'Ontario.
- 1982 : les Castors de Sherbrooke déménagent à Saint-Jean-sur-Richelieu et le Junior de Montréal, à Verdun. Drummondville et Longueuil obtiennent une concession : les Voltigeurs et les Chevaliers sont nés. Les divisions Frank-Dilio et Robert-LeBel sont réintroduites : Chicoutimi, Drummondville, Québec, Shawinigan et Trois-Rivières jouent dans la première alors que Granby, Hull, Laval, Longueuil, Saint-Jean et Verdun évoluent dans la deuxième. Le calendrier est de 70 parties.
- 1984 : le Junior de Verdun devient le Canadien Junior. La ligue décerne une franchise à la ville de Plattsburgh (les Pioneers), mais la concession est dissoute après avoir disputé 17 parties. Ils auront évolué dans la division Robert-LeBel durant leur courte existence. Les autres équipes joueront 68 parties. Granby est transféré dans la division Frank-Dilio.
- 1985 : les Remparts de Québec cessent leurs activités. Les Voisins de Laval changent de nom pour le Titan. Le calendrier est de 72 parties.
- 1986 : le calendrier à 68 matchs.
- 1987 : les Chevaliers de Longueuil déménagent à Victoriaville pour devenir les Tigres et évoluent dans la division Frank-Dilio. Par conséquent, Granby retourne à la division Robert-LeBel.
- 1988 : la concession de Québec est réactivée et est transférée à Longueuil pour devenir le Collège Français. Le système de divisions est dissout.
- 1989 : le Canadien Junior de Verdun est transféré à Saint-Hyacinthe et est renommé le Laser. Les Castors de Saint-Jean changent de nom pour les Lynx.

### Décennie 1990
- 1990 : les Harfangs de Beauport sont une nouvelle concession. Le système de divisions est recréé : les équipes de Beauport, Chicoutimi, Drummondville, Shawinigan, Trois-Rivières et Victoriaville jouent dans la division Frank-Dilio alors que Granby, Hull, Laval, Longueuil, Saint-Hyacinthe et Saint-Jean évoluent dans la division Robert-LeBel.
- 1991 : le Collège Français de Longueuil déménage à Verdun.
- 1992 : les Draveurs de Trois-Rivières sont relocalisés à Sherbrooke et renommés les Faucons.
- 1993 : les Foreurs de Val-d'Or sont nés et évoluent dans la division Robert-LeBel. Le calendrier passe de 70 à 72 parties.
- 1994 : l'équipe d'expansion de la ligue, les Mooseheads de Halifax, évolue dans la division Frank-Dilio. Le Collège Français de Verdun cesse ses activités tandis que le Titan de Laval est renommé le Titan du Collège Français de Laval.
- 1995 : les Lynx de Saint-Jean déménagent à Rimouski et deviennent l'Océanic. La Ligue crée une deuxième équipe d'expansion dans les Maritimes : les Alpines de Moncton. Ces deux nouvelles équipes évoluent dans la division Frank-Dilio. Drummondville et Sherbrooke sont transférés dans la division Robert-LeBel. Les Bisons de Granby changent de nom pour les Prédateurs. On retranche 2 parties au calendrier.
- 1996 : le Laser de Saint-Hyacinthe déménage à Rouyn-Noranda et devient les Huskies. Les Alpines de Moncton sont rebaptisés les Wildcats. Après une disette de 25 ans, la Coupe Memorial revient au Québec grâce à Granby.
- 1997 : les Prédateurs de Granby déménagent à Sydney en Nouvelle-Écosse et deviennent les Screaming Eagles du Cap-Breton, les Harfangs de Beauport sont relocalisés à Québec et sont renommés les Remparts, et le Drakkar de Baie-Comeau est né. Ces trois équipes évoluent dans la division Frank-Dilio. Shawinigan et Victoriaville sont transférés dans la division Robert-LeBel. Hull remporte la Coupe Memorial devant leurs partisans.
- 1998 : la franchise de Laval est cédée à Acadie-Bathurst et devient le Titan. Cette équipe joue dans la division Frank-Dilio. Les Faucons de Sherbrooke prennent le nom des Castors.
- 1999 : le Rocket de Montréal voit le jour. Maintenant à 16 équipes, la ligue réaménage son classement en deux conférences de deux divisions chacune : la conférence Frank-Dilio comprend la division Est (Baie-Comeau, Chicoutimi, Québec et Rimouski) et la division Maritimes (Acadie-Bathurst, Cap-Breton, Halifax et Moncton) alors que la conférence Robert-LeBel contient la division Ouest (Hull, Montréal, Rouyn-Noranda et Val-d'Or) et la division Centrale (Drummondville, Shawinigan, Sherbrooke, Victoriaville). Le calendrier revient à 72 parties.

### Décennie 2000
- 2000 : Rimouski remporte la Coupe Memorial.
- 2003 : les Olympiques de Hull sont renommés en Olympiques de Gatineau. Le Rocket de Montréal déménage à Charlottetown et adopte le nom de Rocket de l'Île-du-Prince-Édouard (Î.-P.-É.) alors que les Castors de Sherbrooke deviennent les MAINEiacs de Lewiston. La ligue propose donc un nouveau format de trois divisions : la division Atlantique (Acadie-Bathurst, Cap-Breton, Halifax, Î.-P.-É. et Moncton), la division Est (Baie-Comeau, Chicoutimi, Lewiston, Québec et Rimouski) et la division Ouest (Drummondville, Gatineau, Shawinigan, Rouyn-Noranda, Val-d'Or et Victoriaville). On dispute 70 parties.
- 2005 : des concessions sont octroyées à Saint John au Nouveau-Brunswick (les Sea Dogs) et St. John's en Terre-Neuve-et-Labrador (les Fog Devils). Pour accueillir les deux nouvelles franchises, on crée un système à deux divisions : les dix équipes situées au Québec sont désormais dans la division Ouest tandis que les autres seront dans la division Est.
- 2006 : la division Ouest est renommée la division Telus. Québec remporte la Coupe Memorial à Moncton
- 2008 : les Fog Devils de St. John's déménagent à Montréal et deviennent le Junior de Montréal. La ligue refait le classement en quatre divisions pour favoriser les rivalités : la division Telus Est (Baie-Comeau, Chicoutimi, Québec et Rimouski), la division Telus Centre (Drummondville, Lewiston, Shawinigan et Victoriaville), la division Telus Ouest (Gatineau, Montréal, Rouyn-Noranda et Val-d'Or) et la division Atlantique (Acadie-Bathurst, Cap-Breton, Halifax, Î.-P.-É., Moncton et Saint John). On joue maintenant 68 parties.
- 2009 : Lewiston fait une demande de délocalisation dans le but de déménager l'équipe à Boisbriand[2].

### Décennie 2010
- 2010 : pour la saison 2010-2011, la ligue passe de quatre à trois divisions : la division Telus Ouest (Drummondville, Montréal, Gatineau, Rouyn-Noranda, Shawinigan et Val-d'Or), la division Telus Est (Baie-Comeau, Chicoutimi, Lewiston, Québec, Rimouski et Victoriaville) tandis que la division Atlantique demeure inchangé[3].
- 2011 : les Maineiacs de Lewiston sont dissous par la ligue et l'arrivée du Phoenix de Sherbrooke pour la saison 2012-2013 est annoncée. Le Junior de Montréal est vendu et déménagé à Blainville-Boisbriand sous le nom de l'Armada.
- 2013 : le Rocket de l'Île-du-Prince-Édouard change son nom pour les Islanders de Charlottetown.
- 2019 : les Screaming Eagles du Cap-Breton changent leur nom pour Eagles du Cap-Breton.

### Décennie 2020
- Pour la saison 2020-2021 chaque équipe doit jouer 60 matchs à partir du 1er octobre 2020[réf. nécessaire].
- Le 30 avril 2023, un nouveau record de spectateurs à une partie dans les séries éliminatoires de la LHJMQ. 17 911 personnes ont assisté à la partie entre les Olympiques de Gatineau et les Remparts de Québec au Centre Vidéotron. Il s'agit de la deuxième partie de la demi-finale. Le record de cette partie a battu la marque de 17 860 établi le 22 avril 1983 au Forum de Montréal entre les Chevaliers de Longueuil et le Junior de Verdun[réf. nécessaire].
- Le 14 décembre 2023, la ligue change de nom pour mieux représenter l'ensemble des provinces détenant une équipe active. Le nouveau nom, Ligue de hockey junior Maritimes Québec permet la conservation de l'acronyme et du logo LHJMQ[4]. La ligue ajoute également une version anglaise de son appellation : Quebec Maritimes Junior Hockey League.
- À partir de 2024-2025, la saison régulière passe de 68 matchs à 64 matchs par équipe[5].
- 2024 : Le Titan d'Acadie-Bathurst déménagera a Saint-Jean de Terre-Neuve pour la saison 2025-2026. L'équipe portera le nom de Régiment de Terre-Neuve.

## Équipes actuelles

### Association Est
| Équipe                     | Ville                     | Province                | Aréna               |
| -------------------------- | ------------------------- | ----------------------- | ------------------- |
| Eagles du Cap-Breton       | Sydney                    | Nouvelle-Écosse         | Centre 200          |
| Islanders de Charlottetown | Charlottetown             | Île-du-Prince-Édouard   | Eastlink Centre     |
| Mooseheads d'Halifax       | Halifax                   | Nouvelle-Écosse         | Scotiabank Centre   |
| Regiment de Terre-Neuve    | Saint-Jean-de-Terre-Neuve | Terre-Neuve-et-Labrador | Mary Brown’s Centre |
| Sea Dogs de Saint-Jean     | Saint-Jean                | Nouveau-Brunswick       | TD Station          |
| Wildcats de Moncton        | Moncton                   | Nouveau-Brunswick       | Centre Avenir       |

| Équipe                   | Ville       | Province | Aréna                       |
| ------------------------ | ----------- | -------- | --------------------------- |
| Drakkar de Baie-Comeau   | Baie-Comeau | Québec   | Centre sportif Alcoa        |
| Saguenéens de Chicoutimi | Saguenay    | Québec   | Centre Georges-Vézina       |
| Remparts de Québec       | Québec      | Québec   | Centre Vidéotron            |
| Océanic de Rimouski      | Rimouski    | Québec   | Colisée Financière Sun Life |

### Association Ouest
| Équipe                      | Ville         | Province | Aréna                            |
| --------------------------- | ------------- | -------- | -------------------------------- |
| Voltigeurs de Drummondville | Drummondville | Québec   | Centre Marcel-Dionne             |
| Cataractes de Shawinigan    | Shawinigan    | Québec   | Centre Gervais Auto              |
| Phœnix de Sherbrooke        | Sherbrooke    | Québec   | Palais des sports Léopold-Drolet |
| Tigres de Victoriaville     | Victoriaville | Québec   | Colisée Desjardins               |

| Équipe                          | Ville         | Province | Aréna                               |
| ------------------------------- | ------------- | -------- | ----------------------------------- |
| Armada de Blainville-Boisbriand | Boisbriand    | Québec   | Centre d'excellence Sports Rousseau |
| Olympiques de Gatineau          | Gatineau      | Québec   | Centre Slush Puppie                 |
| Huskies de Rouyn-Noranda        | Rouyn-Noranda | Québec   | Aréna Glencore                      |
| Foreurs de Val-d'Or             | Val-d'Or      | Québec   | Centre Agnico Eagle                 |

## Trophées et récompenses
- Collectifs :
  - Coupe du président : champions des séries éliminatoires
  - Trophée Jean-Rougeau : champions de la saison régulière
  - Trophée Robert-Lebel : meilleure moyenne de buts encaissés
  - Trophée Luc-Robitaille : meilleure moyenne de buts marqués
  - Trophée Jean-Sawyer : meilleure direction marketing
- Individuels :
  - Trophée Jean-Béliveau : meilleur pointeur
  - Trophée Jacques-Plante : meilleure moyenne de buts encaissés
  - Trophée Michel-Bergeron : recrue offensive de l'année
  - Trophée David-Desharnais : joueur le plus gentilhomme
  - Trophée Michel-Brière : meilleur joueur
  - Trophée Émile-Bouchard : défenseur de l'année
  - Trophée Guy-Lafleur : meilleur joueur des séries éliminatoires
  - Trophée Michael-Bossy : meilleur espoir
  - Trophée Raymond-Lagacé : recrue défensive de l'année
  - Trophée Marcel-Robert : meilleur étudiant
  - Trophée Paul-Dumont : personnalité de l'année
  - Trophée John-Horman : administrateur de l'année
  - Trophée Sidney-Crosby : meilleure recrue
  - Trophée Ron-Lapointe : meilleur entraîneur
  - Joueur humanitaire de l'année : plus grande implication dans la communauté
  - Trophée Kevin-Lowe : meilleur défenseur défensif
  - Trophée Guy-Carbonneau : meilleur attaquant défensif
  - Trophée Maurice-Filion : directeur général de l'année
  - Trophée Denis-Arsenault : conseiller pédagogique de l'année

## Commissaires de la Ligue
- Robert Lebel (1969-1975)
- Jean Rougeau (1981-1983)
- Paul Dumont (1983-1984)
- Gilles Courteau (1986-2023)
- Mario Cecchini (depuis 2023)

## Numéros retirés à travers la ligue
- 4 - Guy Lafleur - retiré en 2021[7].
- 87 - Sidney Crosby - retiré en 2019.